# Carroll megye (Iowa)
Carroll megye az Amerikai Egyesült Államokban, azon belül Iowa államban található. Lakosainak száma 20 760 fő (2020. április 1.). Carroll megye Calhoun, Audubon, Sac, Crawford, Guthrie, Greene és Shelby megyékkel határos.

## Népesség
A megye népessége az elmúlt években az alábbi módon változott:
| Lakosok száma | 20 827 | 20 837 | 20 653 | 20 598 | 20 498 | 20 760 |
|               | 2010   | 2011   | 2012   | 2013   | 2015   | 2020   |